# Tołpyga biała
Tołpyga biała, tołpyga (Hypophthalmichthys molitrix) – gatunek słodkowodnej ryby  z  rodziny karpiowatych (Cyprinidae).

## Występowanie
Jest rozpowszechniona w Chinach i we wschodniej Syberii. Żyje w wodach stojących i wolno płynących zasobnych w plankton. Gatunek introdukowany w wielu krajach, również w Polsce (w 1965), w celu regulowania nadmiernego wzrostu fitoplanktonu.

## Cechy morfologiczne
Ryba ta ma charakteryzuje się następującymi cechami:
- ciało krępe, wydłużone, bocznie spłaszczone, słabo wygrzbiecone, pokryte bardzo drobnymi

- łuski (110–124 w linii bocznej)

- głowa szeroka

- oczy małe, położone poniżej linii symetrii ciała

- grzbiet ciemnoszary

- boki i głowa zielonoszare

- brzuch srebrzysty

- płetwy parzyste żółtawe

- płetwa ogonowa silnie wcięta

- między płetwami piersiowymi a odbytową ostry, pozbawiony łusek kil

- długość do 140 cm

- waga do 50 kg

## Odżywianie
Ryba ta żywi się głównie planktonem i drobnym pokarmem roślinnym. Dorosłe osobniki polują głównie na robaki, mięczaki, a także małe ryby.

## Rozród
Dojrzewa płciowo w wieku 5–6 lat. Samica składa do 500 000 jaj. 

## Ochrona
Na terenie Polski tołpyga biała nie jest objęta ochroną gatunkową.